# 亨利·欧文 (外交官)
亨利·欧文（英語：Henry David Owen），（1920年8月26日—2011年11月5日）。美国外交官与布鲁金斯学会的领导人（1969年至1978年）。早年就学于哈佛大学，毕业后曾于1942年至1946年服役于美国海军。1952年至1968年供职于美国国务院。后又参加布鲁金斯学会，他曾参与美国外交政策研究与制定工作。